# Далія Равіковіч

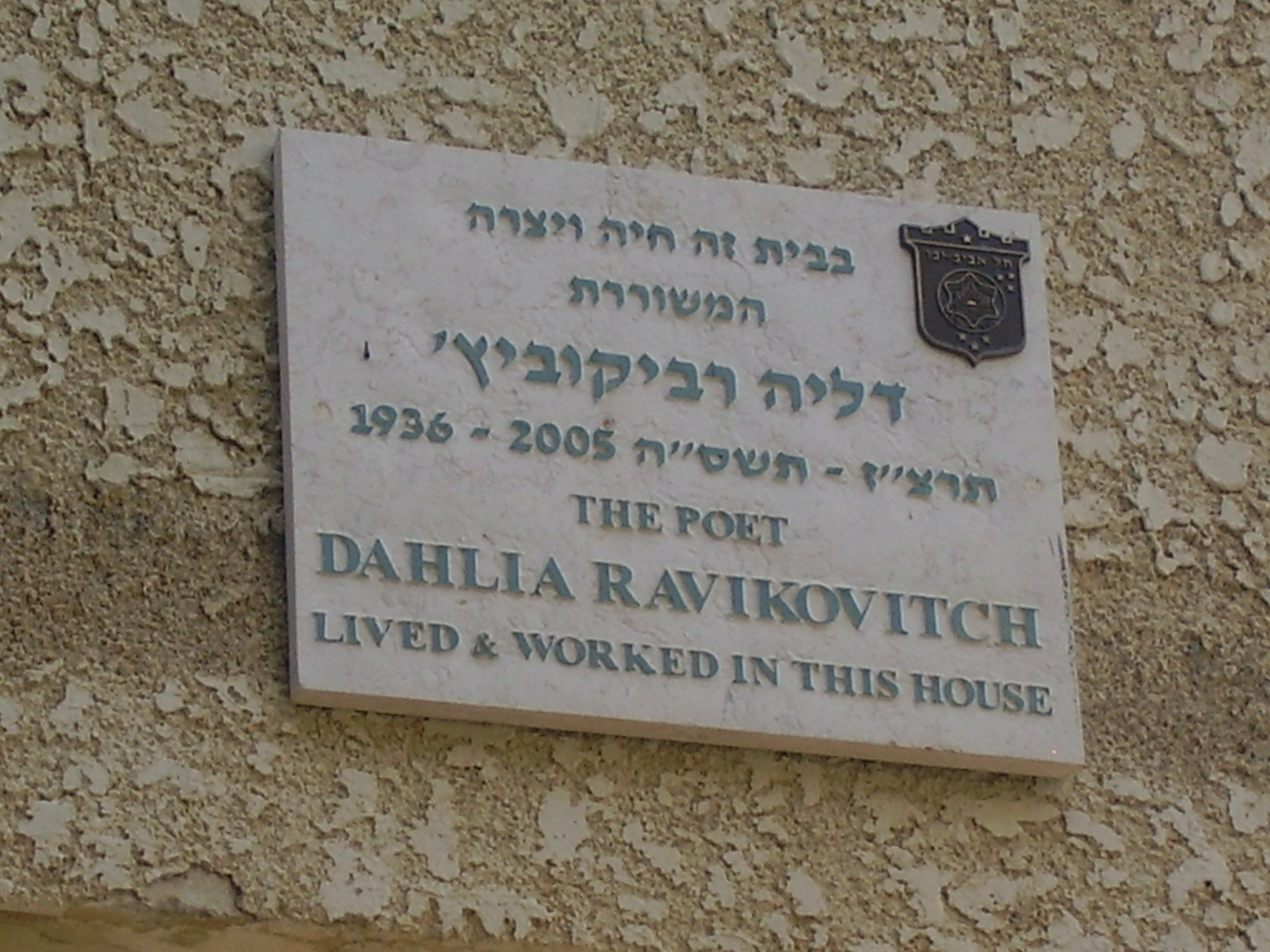
Меморіальна дошка на будинку Далії Равикович на вулиці Йоаша, 6 в Тель-Авіві

Далія Равикович (17 листопада 1936, Рамат-Ган, Палестина — 21 серпня 2005, Тель-Авів, Ізраїль — ізраїльська поетеса, письменниця, перекладачка, мовознавиця, журналістка, громадська діячка та освітянка. Вірші Далії Равикович перекладені 21 мовою світу. Отримала численні літературні премії: премія імені Бялика (1987), премія імені Шльонськи, премія імені Бреннера, і премія прем'єр-міністра Ізраїлю для письменників на івриті (2005). 1998 року нагороджена державною премією Ізраїлю, а 2000 року отримала звання почесного доктора університету Хайфи.

## Життєпис
Даля Равикович народилася в Рамат-Гані (Ізраїль) 17 червня 1936 року. Її мати була онукою рабина Шмуеля Хуіинера — першого будівельника околиць Єрусалиму. Даля була старшою донькою, в її родині було двоє синів-близнюків. За три тижні до шестиріччя Далі, її батько загинув в автомобільній аварії. Після аварії сім'я переїхала у кібуц Гева. Далю постійно принижували в кібуці і в 13 років переїхала жити в прийомну сім'ю до Хайфи, де навчалася в середній школі. Вона була зарахована до армії, але через 8 місяці звільнена через проблем зі здоров'ям.
Далія Равикович навчалася в Єврейському університеті, викладала у старших класах. Вона не закінчила навчання.
У 1972 році отримала стипендію для вивчення літератури в Оксфордському університеті.
У 24 роки Далія Равикович одружилася з письменником Йозефом Бар-Йозефом, через три місяці розлучилася. Через два роки пошлюбила Іцхака Лівні, проживши у шлюбі три роки, вони розлучилися, але залишилися друзями до кінця її життя. 1978 року Далія Равикович народила сина від Хаїма Клера, з яким вона прожила 13 років.
Життя Далії Равикович пов'язане з депресією. Це знайшло своє відображення в її віршах про бурю в душі, починаючи від величезних тварин, що беруть участь у моральних та політичних проблемах: «Моя маніакальна депресія стабільна. Коли я в депресії, я ненавиджу себе, я не бачу нікого».
21 серпня 2005 року була знайдена мертвою у своїй квартирі. Початкові підозри щодо самогубства Равикович не підтвердилися: лікарі встановили, що причиною її смерті стала раптова зупинка серця.

## Творчість
Перші вірші з'явилися в 1950-х роках у в журналі «Орлогин», головним редактором якого був відомий поет Авраам Шльонський. Шльонський спочатку не визнавав її заслуг у поезії.
З випуском перших двох книг поезії її інтенсивно просуває суворий критик Баруха Крузвейл, який вивчав літературу в середній школі. У своїй першій книзі «Любов золоте яблуко» Курцвейл написав: Даля Равикович володіє ліричним тоном. Їй не потрібен модерністський двійник моди. Її вірші — невіддільна частина поетичного реалізму (…) Ці вірші перевищують значення поетичних пісень, оригінальність та автентичність десятків" — «Країна», 12/25/1959.
Курцвейл в трактаті «Одне з найважливіших відкриттів» так писав про другу її книгу: Вірші Далії, безсумнівно, є одними з найкрасивіших пісень про кохання, написані в останні роки, вони такі жіночні й ніжні. — «Країна», 29/01/1965
Деякі з віршів Далії Равикович були оспівані в популярних піснях.
Самуель Авнер так описує відображення її страждань: Вже в цій першій збірці віршів є тема страждань. Ці травми, пов'язані з безмежною любов'ю, абортами. У віршах Далії відчувається глибокий екзистенційний рецидив депресії. — «Країна», 09/30/200
Її остання книга — «Прийшов і пішов», опублікована в 2005 році, містить розповіді, що стосуються глав її життя. Це унікальна форма вираження «сухих» фактів. Їх унікальність полягає у відносинах, які вони мають індивідуальне втілення і дозволяють відчути іронію та самоіронію авторки.
Вірші Далії Равикович перекладені 21 мовою світу.

## Пам'ять
Муніципалітет увічнив пам'ять Далії таблицею, вміщеній на передній частині будинку на вулиці Йоаша, 6.
22 листопада 2013 року була відкрита скульптура Стовп Середземномор'я в парку Тель-Авіва, присвячена Далії Равикович.